# Медианейра
Медианейра (порт. Medianeira) — муниципалитет в Бразилии, входит в штат Парана. Составная часть мезорегиона Запад штата Парана. Входит в экономико-статистический микрорегион Фос-ду-Игуасу. Население составляет 40 438 человек на 2006 год. Занимает площадь 328,733 км². Плотность населения — 123,0 чел./км².
Праздник города — 25 июля.

## История
Город основан 24 октября 1952 года. 21 января 1981 года здесь родился бразильский певец Мишел Тело.

## Статистика
- Валовой внутренний продукт на 2003 год составляет 393 637 870,00 реалов (данные: Бразильский институт географии и статистики).
- Валовой внутренний продукт на душу населения на 2003 год составляет 10 031,55 реалов (данные: Бразильский институт географии и статистики).
- Индекс развития человеческого потенциала на 2000 год составляет 0,779 (данные: Программа развития ООН).

## География
Климат местности: субтропический гумидный. В соответствии с классификацией Кёппена, климат относится к категории Cfa.